# 尋找周杰倫
《尋找周杰倫》，是一部於2003年上映的愛情片。由《12夜》導演林愛華執導，甘芳于編劇，浦蒲和余文樂主演。浦蒲首次擔演女主角，更因本片榮獲提名第二十三屆香港電影金像獎最佳新演員。

## 演員列表
- 浦蒲 飾 浦蒲
- 余文樂 飾 宇仔
- 陳奕迅 飾 Paul
- 吳彥祖 飾 Man
- 吳大維 飾 Joe
- 陳慶祥 飾 Ben
- 何韻詩 飾 Susan
- 周杰倫 飾 周杰倫

## 劇情簡介
被男友離棄的武漢少女浦蒲，因希望尋回初戀燃燒的感覺，決定到香港，尋找周杰倫限量發行500隻的唱片－－隱藏的歌曲「Hidden Track」。
她在一間二手CD舖認識店主宇仔，再在「尋找周杰倫」的過程中，遇上水晶治療師Paul、愛好Jazz的型男Joe、的士女司機Susan、交通警阿Man、同性戀者Ben等人...
究竟浦蒲能否成功尋回她的愛情主題曲，還是探索她的愛情夢？

## 外部連結
- 香港影庫上《尋找周杰倫》的資料（繁體中文）
- 開眼電影網上《尋找周杰倫》的資料（繁體中文）
- 豆瓣电影上《尋找周杰倫》的資料 （简体中文）
- 时光网上《尋找周杰倫》的資料（简体中文）
- 爛番茄上《尋找周杰倫》的資料（英文）
- 互联网电影数据库（IMDb）上《尋找周杰倫》的资料（英文）